# Luke Donald
Luke Campbell Donald (Hemel Hempstead, 7 december 1977) is een Engelse golfprofessional. Donald is lid van de Europese PGA Tour, maar speelt vooral op de Amerikaanse PGA Tour.

## Amateurteams
- Jacques Leglise Trophy: 1985 (winnaars)
- Walker Cup: 1999 (winners), 2001 (winnaars)
- Eisenhower Trophy: 1998 (winnaars), 2000
- St Andrews Trophy: 1998, 2000 (winnaars)
- First Team All-American: 1999, 2000, 2001

## Professional
Donald is in 2001 professional geworden. In 2002 was hij een rookie op de Amerikaanse Tour.

### Wereldranglijst
Nadat Donald in mei 2011 het Brits PGA Kampioenschap won door Lee Westwood, regerend nummer een van de wereld op dat moment, in een play-off te verslaan, nam hij de eerste plaats van de wereldranglijst over van zijn landgenoot. In 2012 onttroonde Rory McIlroy hem één week door de Honda Classic in 2012 te winnen, maar een week later won Donald het Transitions Kampioenschap en heroverde hij de eerste positie.

### Overwinningen

#### PGA Tour (5)
- 2002: Southern Farm Bureau Classic
- 2006: Honda Classic
- 2011: WGC - Matchplay
- 2011: Children's Miracle Network Classic
- 2012: Transitions Championship

#### Europese Tour (7)
- 2004: Omega European Masters, Scandinavian Masters by Carlsberg
- 2010:  Madrid Masters
- 2011:  WGC - Matchplay, Brits PGA Kampioenschap, Schots Open
- 2012:  Brits PGA Kampioenschap

#### Anders
- 2005 Target World Challenge

### Teams
- Ryder Cup: 2004, 2006, 2010, 2012
- World Cup: 2004